# Gerhard Pieper
Gerhard Pieper SJ (* 18. Juni 1940 in Berlin; † 26. Dezember 1978 in Kangaire, Zentralmaschonaland, Simbabwe) war ein deutscher römisch-katholischer Geistlicher, Jesuit, Missionar und Märtyrer.

## Leben
Gerhard Pieper wurde 1940 in Berlin-Treptow geboren, 1949 getauft und 1951 in St. Petrus im Bezirk Wedding gefirmt. Er besuchte das Canisius-Kolleg und machte 1959 Abitur. Noch im gleichen Jahr trat er in den Jesuitenorden ein und ging im September 1964 ein erstes Mal in die St.-Albert’s-Mission in Rhodesien (nordwestlich von Mount Darwin). Nach weiteren Studien in Salisbury und in England wurde er am 12. Juli 1970 in St. Canisius in Berlin zum Priester geweiht.
Er ging zum Unterrichten zurück in die St.-Albert’s-Mission. Als die dortige Schule 1975 wegen der andauernden Bedrohung durch Aufständische geschlossen werden musste, wechselte er über die Pfarrei Banket nach Australien und absolvierte dort das Tertiat. Ab 1976 wirkte er in der Kangaire-Mission unweit der St. Albert’s-Mission. Dort wurde er am Zweiten Weihnachtstag 1978 von Aufständischen erschossen.

## Gedenken
Die Römisch-katholische Kirche in Deutschland hat Pater Gerhard Pieper als Märtyrer in das deutsche Martyrologium des 20. Jahrhunderts aufgenommen.